# Pathé Les Fauvettes
Pour les articles homonymes, voir Les Fauvettes.
Le Pathé Les Fauvettes est un complexe cinématographique de 5 salles, situé au 58 avenue des Gobelins dans le 13e arrondissement de Paris.

## Historique
Le cinéma La Fauvette ouvre ses portes le 11 septembre 1937 à la place d'un café-concert éponyme créé en 1894 par Ernest Pacra. Depuis le début du XXe siècle, La Fauvette proposait occasionnellement des projections de films. Face au déclin de l'exploitation, la fille d'Ernest Pacra, Marguerite Affre, transforme le music-hall de mille places en salle de cinéma. Elle y reste à sa tête jusqu'en 1960.
En 1972, la Fauvette s'associe avec le Rodin, cinéma situé à proximité dans l'ancien théâtre des Gobelins, qui devient « La Fauvette 2–3 ». Dans le bâtiment original, deux nouvelles salles sont créées en 1981 avant que la grande salle ne soit à son tour divisée en trois en 1984. La Fauvette compte alors cinq salles ainsi que deux autres dans l'ancien Rodin.
En 1992, la Fauvette est repris par le circuit Gaumont. Les deux sites deviennent respectivement le Gaumont Gobelins Fauvette et le Gaumont Gobelins Rodin. Face à une chute de la fréquentation entraînée par la concurrence du Gaumont Grand Écran Italie et du nouveau MK2 Bibliothèque, le Gaumont Gobelins Rodin ferme ses portes définitivement en novembre 2003. Le cinéma restant est renommé Gaumont Gobelins.
Après deux ans de fermeture entre décembre 2013 et novembre 2015, le Gaumont Gobelins devient le cinéma Les Fauvettes. Toujours sous la direction des Cinémas Gaumont Pathé, le site a été entièrement rénové et devient spécialisé dans les films populaires en version restaurée. Faute de spectateurs suffisant, le cinéma abandonne sa ligne éditoriale un an après sa réouverture et se convertit aux films nouveaux.
Les Fauvettes passe sous l'enseigne Gaumont en 2017 puis Pathé en 2022. Dès la fin 2021, deux des cinq salles retrouvent finalement une programmation dédiée exclusivement au cinéma de patrimoine.

## Moyens d'accès
- 7 station Les Gobelins
- 5, 6 et 7 station Place d'Italie